# Chris Packham
Christopher Gary Packham (Southampton, 4 de mayo de 1961) es un naturalista inglés, fotógrafo de naturaleza, autor y presentador de televisión de la BBC.

## Juventud y estudios
Packham nació en Southampton, Hampshire, el 4 de mayo de 1961. Fue instruido en el Bitterne Park Secondary School, en el Taunton's College y en la Universidad de Southampton, donde se licenció en Zoología.

## Trabajo de voluntario y conservación de la vida silvestre
Packham es presidente de la Hawk Conservancy Trust, la Bat Conservation Trust, la Hampshire Ornithological Society, la British Trust for Ornithology y la Southampton Natural History Society. Fue presidente de la Hawk and Owl Trust entre 2010 y 2015.
Es vicepresidente de la RSPB, de Wildlife Trusts, de Butterfly Conservation, de Brent Lodge Bird & Wildlife Trust y de The Wildfowl and Wetlands Trust.
Packham es patrono de Population Matters (conocido antes como Optimum Population Trust), Africat, y The Sholing Valley Study Centre. También es patrono del Woolston Eyes Conservation Group, que gestiona la reserva de aves Woolston Eyes, The Humane Research Trust, The Fox Project, ORCA, The Seahorse Trust, The Nature Watch Foundation, Raptor Rescue, The Fleet Pond Society y Birding for All.
Packham se puso embajador de la National Autistic Society, Sociedad Nacional de Autismo del Reino Unido, en octubre de 2017.
Packham creó Wild Justice en febrero de 2019, una empresa sin afán de lucro limitada por garantía que tiene como objetivo garantizar que el sistema legal del Reino Unido proteja la fauna.

## Distinciones y premios
En 2011 recibió la Medalla Dilys Breese, otorgada por el British Trust for Ornithology, por su " excepcional labor de promoción de la ciencia ante nuevos públicos".
En diciembre de 2013, Packham fue nombrado doctor honoris causa en Ciencias por la Universidad de Southampton, tras haberse graduado en la universidad más de 30 años antes.
En diciembre de 2014, Packham fue elegido "Héroe de la Conservación del Año" por los lectores de la revista Birdwatch, en asociación con el sitio web BirdGuides, por su labor de divulgación de la matanza ilegal en Malta de millones de aves migratorias.
En octubre de 2016 recibió el premio Wildscreen Panda a la Trayectoria Destacada.
Las memorias de Packham, Fingers in the Sparkle Jar, publicadas por Ebury Press en abril de 2017, fueron votadas como el libro de naturaleza favorito del Reino Unido en una encuesta realizada por el Consejo de Investigación de Artes y Humanidades en enero de 2018.
El documental de la BBC Two Chris Packham: Asperger's and Me emitido en octubre de 2017 recibió el premio Broadcasting Press Guild 2018 al mejor documental individual.
En julio de 2018 recibió un doctorado honorario de Royal Holloway, Universidad de Londres, por sus destacados servicios a la conservación de la fauna.
Packham fue nombrado Commander of the Order of the British Empire (CBE), Comandante de la Orden del Imperio Británico, en los honores de Año Nuevo de 2019 por sus servicios a la conservación de la naturaleza.

## Obras

### Libros
- Chris Packham's Wild Shots, 1993: obra no traducida, traducible como: «Fotos del silvestre de Chris Packham».
- Chris Packham's Back Garden Nature Reserve, 2001: obra no traducida, traducible como: «Reserva natural del jardín trasero de Chris Packham».
- Chris Packham's Wild Side of Town: Getting to Know the Wildlife in Our Towns and Cities, 2003: obra no traducida, traducible como: «El lado salvaje de la ciudad con Chris Packham: conocer la fauna de nuestros pueblos y ciudades».
- Nature's Calendar, 2007: obra no traducida, traducible como: «Calendario de la naturaleza».
- Chris Packham's Nature Handbook, 2010: obra no traducida, traducible como: «El manual de la naturaleza de Chris Packham».
- Fingers in the Sparkle Jar: A Memoir, 2016: obra no traducida, traducible como: «Los dedos en el tarro de chispas: Unas memorias»/
- Back to Nature: How to Love Life – and Save It, 2020: obra no traducida, traducible como: «Volver a la naturaleza: Cómo amar la vida - y salvarla».

### Extractos de obras
- Prólogo de The Wonder of Birds: nature, art, culture escrito por David M Waterhouse; Francesca Vanke; Ruth Battersby-Tooke; Norwich Castle Museum & Art Gallery, 2014: obra no traducida, traducible como: «La maravilla de las aves: naturaleza, arte, cultura».

- Introducción de Pets in Portraits escrito por Robin Gibson, 2015: obra no traducida, traducible como: «Mascotas en retratos».

### Artículos
- «Role of male Kestrel during incubation», marzo de 1985: artículo no traducido, traducible como: «Papel del cernícalo macho durante la incubación».

- «Bigamy by the Kestrel», abril de 1985: artículo no traducido, traducible como: «La bigamia del Cernícalo».

### Programas de televisión
- The Flying Gourmet's Guide, 1985: programa no traducido, traducible como: «La guía del gourmet volador».

- The Animal's Guide to Britain, 2011: programa no traducido, traducible como: «La guía de animales de Gran Bretaña».

- Winterwatch 2012-Hoy en día: programa no traducido, traducible como: «Miramos el invierno».

- Springwatch, 2014-Hoy en día: programa no traducido, traducible como: «Miramos la primavera».

- Nature's Weirdest, 2014: programa no traducido, traducible como: «La naturaleza más extraña».

- The Wonder of Animals, 2014-2019: programa no traducido, traducible como: «La maravilla de los animales».

- Chris Packham's Natural Selection, 2015: programa no traducido, traducible como: «La selección natural de Chris Packham».

- World's Weirdest Events, 2015-2018: programa no traducido, traducible como: «Los acontecimientos más extraños del mundo».

- World's Sneakiest Animals, 2015-2016: programa no traducido, traducible como: «Los animales más taimados del mundo».

- The Animal Symphony, 2016: programa no traducido, traducible como: «La sinfonía animal».

- Winter's Weirdest Events, 2017: programa no traducido, traducible como: «Los acontecimientos más extraños del invierno».

- Chris Packham: Asperger's and Me, 2017: programa no traducido, traducible como: «Chris Packham: El síndrome de Asperger y yo».

- Secrets of Our Living Planet, 2017: programa no traducido, traducible como: «Secretos de nuestro planeta».

- Me and My Dog: The Ultimate Contest, 2017: programa no traducido, traducible como: «Mi perro y yo: El concurso supremo».

- Chris Packham: In Search of the Lost Girl, 2018: programa no traducido, traducible como: «Chris Packham: En busca de la chica perdida».

- The Real T Rex With Chris Packham, 2018: programa no traducido, traducible como: «El verdadero T Rex con Chris Packham».

- Yellowstone Live, 2018-2019: programa no traducido, traducible como: «Yellowstone en directo».

- Blue Planet UK, 2019: programa no traducido, traducible como: «Planeta Azul Reino Unido».

- Blue Planet Now, 2019: programa no traducido, traducible como: «Planeta Azul ahora».

- Waterhole: Africa's Animal Oasis, 2020-2021: programa no traducido, traducible como: «Abrevaderos: El oasis animal de África».

- Chris Packham Animal Einsteins, 2021: programa no traducido, traducible como: «Los animales más inteligentes con Chris Packham».

### Película Documental
- «Aspergers And Me (Chris Packham Documentary)», El Asperger y Yo (Documental de Chris Packham). 2017. Documental dirigido por Charlie Russell.[25]